# Geografía de Guayaquil

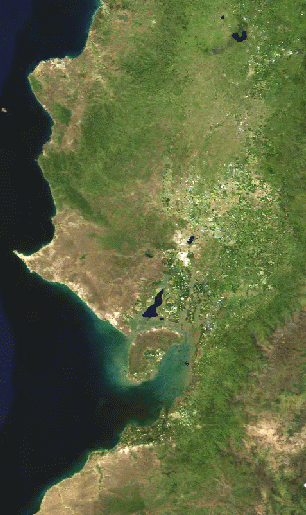
Imagen satelital de la parte central de la región litoral de Ecuador. La ciudad de Guayaquil está ubicada en el centro de la imagen.

La geografía de Guayaquil está caracterizada por su posición costera en la región litoral de Ecuador y su ubicación entre el río Guayas y el estero Salado. La geografía de la ciudad, con su cercanía al océano y su condición de puerto, ha contribuido como un importante factor para hacer de Guayaquil la ciudad con mayor densidad poblacional de la República del Ecuador.
La ciudad de Guayaquil está ubicada en la parte noroeste de América del Sur, al oeste de Ecuador con pocas elevaciones y alejada de la Cordillera de los Andes. El poco relieve de la ciudad y del cantón está formado por cerros que atraviesan la ciudad y luego se unen a un sistema montañoso menor llamado "Chongón-Colonche" al oeste de la ciudad. La red fluvial del Guayas cerca de Guayaquil por el este, mientras que es atravesada y cercada al oeste por el Estero Salado. Tiene fácil acceso al océano Pacífico por medio del Golfo de Guayaquil.
De manera oficial, la ciudad de Guayaquil está dividida en 16 parroquias urbanas, manteniendo 5 parroquias en calidad de "rurales", aunque se suele confundir esta división territorial con la división administrativa de la municipalidad la cual divide a la ciudad en 71 sectores. Políticamente, el cantón Guayaquil administra la isla Puná a la cual la designa como parroquia rural, así como también varias otras pequeñas islas en el Golfo de Guayaquil. Adicional a estos territorios, el cantón administra una pequeña extensión entre las provincias del Guayas y de El Oro, franja territorial llamada "Tenguel" y designada como parroquia rural.
El cantón y la ciudad de Guayaquil, en semejanza al resto de la provincia del Guayas, tiene un clima tropical. Al igual que la mayoría de las ciudades de la costa del Pacífico y debido a su ubicación en plena zona ecuatorial, la ciudad tiene una temperatura cálida durante casi todo el año. Las corrientes de Humboldt y de El Niño marquen dos períodos climáticos: el primero de tipo lluvioso y el otro de tipo seco, conocidos popularmente como "invierno" y "verano" respectivamente.

## Situación geográfica
Guayaquil está ubicado al noroeste de América del Sur en la costa del Océano Pacífico. Específicamente se encuentra en la parte central de la región litoral, conocida como costa, en la República del Ecuador.
De acuerdo a la división territorial del Ecuador, la ciudad de Guayaquil, junto a varios territorios aledaños, conforman el cantón Guayaquil, de la cual la ciudad es su cabecera cantonal. Adicionalmente, tanto la ciudad como el cantón, forman parte de la provincia del Guayas, de la cual Guayaquil es su capital.
El cantón Guayaquil está ubicado en la parte central de la provincia del Guayas, y limita al norte con los cantones de Lomas de Sargentillo, Nobol, Daule, y Samborondon; al sur con el Golfo de Guayaquil y la provincia de El Oro; al este con los cantones Durán, Naranjal y Balao; y al oeste con la provincia de Santa Elena y el cantón General Villamil;. La isla Puná está ubicada en el centro del Golfo de Guayaquil, al sur de varias pequeñas islas e islotes. Tenguel está ubicada entre las provincias de Guayas y El Oro.
La ciudad de Guayaquil se encuentra al noreste del cantón homónimo, y sus límites naturales son: al norte el río Daule; al este el río Daule y el río Guayas; al sur por las islas formadas a partir del Estero Salado; al oeste por la cordillera Chongón-Colonche, aunque nuevos planes habitacionales están siendo construidos del otro lado de la pequeña cordillera. La mayor parte de la ciudad se sitúa entre el río Guayas y el Estero Salado.
| Coordenadas geográficas |
| - Latitud: -2º 10' S - Longitud: 79° 54' O - Coordenadas UTM: N8128385.172; E19741554.450; zona: -0.00; factor escala: 4690 |

## Geografía física

### Orografía

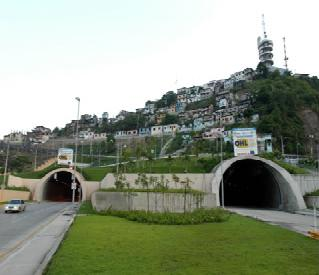
Entrada a los túneles Santa Ana y del Carmen. El segundo plano se aprecia el cerro del Carmen.

El área de Guayaquil, al igual que el resto de la región litoral, se caracteriza por su llanura, por lo cual la presencia de altas montañas es nula. Las elevaciones de la región se concentran principalmente en la cordillera Chongón-Colonche, la cual reúne una gran cantidad de cerros de baja elevación. La ciudad de Guayaquil está atravesada por varios cerros que son considerados como pertenecientes a este pequeño sistema montañoso.
El centro y el norte de la ciudad están separados por dos cerros continuos. El cerro Santa Ana es el más representativo de la ciudad, ya que en él se encuentra el barrio más antiguo. Actualmente el Santa Ana es un importante destino turístico. El Cerro del Carmen está ubicado junto al Santa Ana, y es conocido por encontrarse varias cadenas de televisión en él, las cuales aprovechan su altitud para que su señal obtenga una mayor cobertura. Hacia el oeste, al otro lado del Estero Salado, se encuentra otro cerro, denominado Cerro San Eduardo. La mayoría de estos cerros han influenciado en el crecimiento de la ciudad y a medida que el tránsito vehicular se hizo más complejo entre los varios polos de desarrollo de la ciudad, se inició la construcción de túneles en estos cerros.
Al noroeste de la urbe se encuentran otros cerros apartados de la cordillera denominados como "Mapasingue", los cuales están habitados en su totalidad por grupos sociales excluidos que viven y trabajan en Guayaquil como ejes principales de la economía capitalista de la ciudad. Al oeste de Guayaquil se encuentran los primeros cerros de la parte uniforme de la cordillera Chongón-Colonche, que se prolongan por toda la provincia del Guayas hacia el norte hasta la provincia de Esmeraldas. En el sector de Los Ceibos se puede apreciar el cerro más alto de Guayaquil, llamado Cerro Azul.

### Hidrografía

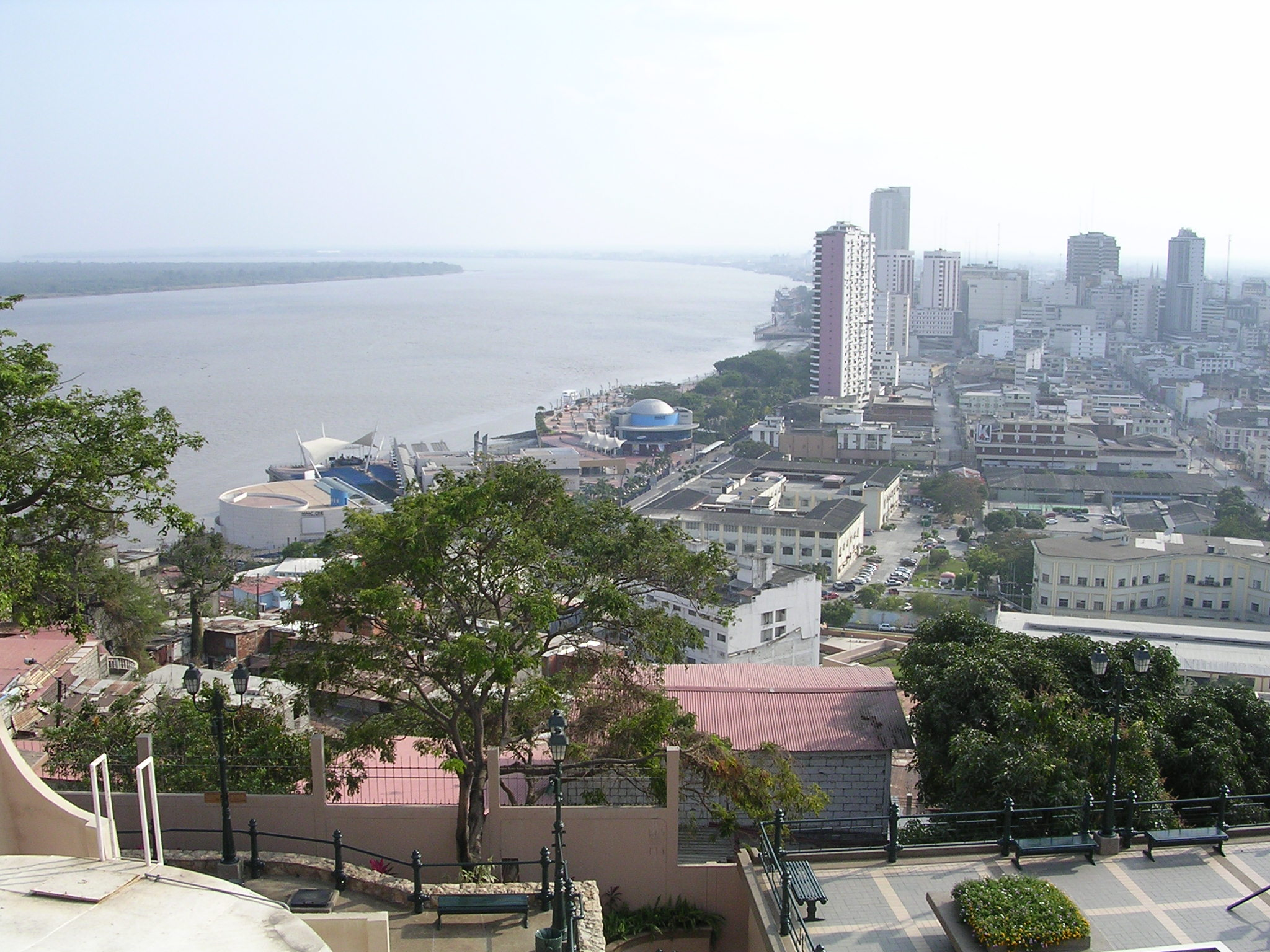
Vista del río Guayas desde el cerro Santa Ana.

La ciudad de Guayaquil está rodeada al este por el río Guayas, el cual es el de mayor importancia para la provincia y el Ecuador. El Guayas está formado principalmente por sus dos grandes afluentes: el río Daule, y el río Babahoyo; mientras que se estima la cuenca del río comprenda un total de 40.000 km² de extensión aproximadamente, la cual se hace presente en varias provincias del país. El río desemboca en el Golfo de Guayaquil situado en el Océano Pacífico.
Al otro lado del centro urbano de la ciudad se encuentra uno de los varios ramales del Estero Salado, el cual se origina en el Golfo de Guayaquil divide varios sectores, tanto de la ciudad como del cantón. El Salado es un sistema estuarino compuesto por una compleja red de drenajes, mientras que desde el punto de vista geomorfológico y oceanográfico es un brazo de mar.

### Clima

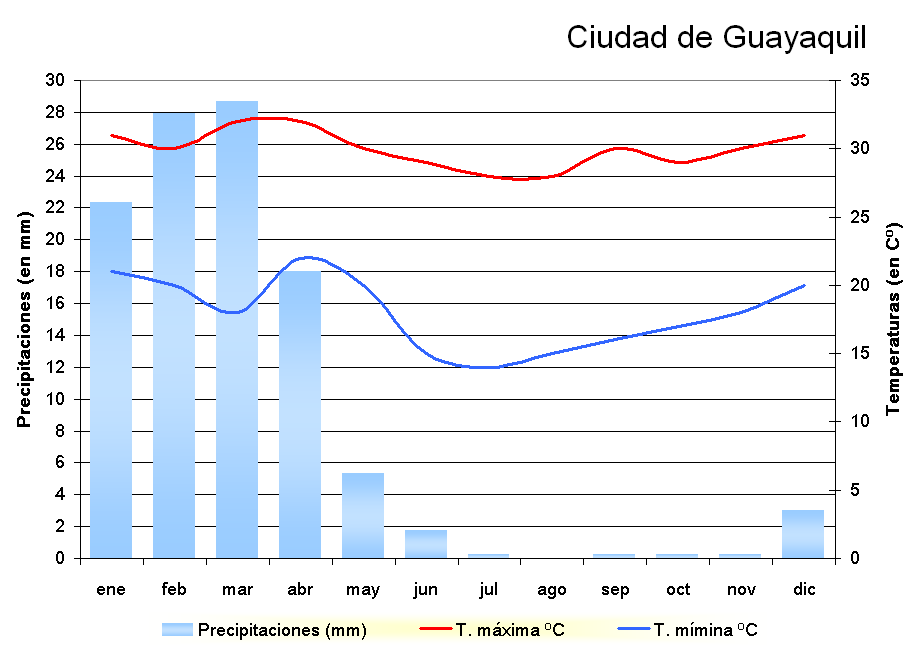
Cuadro climático de Guayaquil.

El clima de Guayaquil es el resultado de la combinación de varios factores. Por su ubicación en plena zona ecuatorial, la ciudad tiene una temperatura cálida durante casi todo el año. No obstante, su proximidad al Océano Pacífico hace que las corrientes de Humboldt (fría) y de El Niño (cálida) marquen dos períodos climáticos bien diferenciados. Uno lluvioso y húmedo, con calor típico del trópico, que se extiende diciembre a abril (conocido como invierno que corresponde al verano austral); y el otro seco y un poco más fresco (conocido como verano que corresponde al invierno austral), que va desde mayo a diciembre.
La precipitación anual es del 80% en el primero y del 20% en el segundo. La temperatura promedio oscila entre los 20 y 27 °C, un clima tropical benigno si consideramos la latitud en que se encuentra la ciudad. La combinación de varios factores da como resultado el clima de Guayaquil. Debido a su ubicación en plena zona ecuatorial, la ciudad tiene una temperatura cálida durante casi todo el año.
| Parámetros climáticos promedio de Guayaquil | Parámetros climáticos promedio de Guayaquil | Parámetros climáticos promedio de Guayaquil | Parámetros climáticos promedio de Guayaquil | Parámetros climáticos promedio de Guayaquil | Parámetros climáticos promedio de Guayaquil | Parámetros climáticos promedio de Guayaquil | Parámetros climáticos promedio de Guayaquil | Parámetros climáticos promedio de Guayaquil | Parámetros climáticos promedio de Guayaquil | Parámetros climáticos promedio de Guayaquil | Parámetros climáticos promedio de Guayaquil | Parámetros climáticos promedio de Guayaquil | Parámetros climáticos promedio de Guayaquil |
| Mes                                         | Ene                                         | Feb                                         | Mar                                         | Abr                                         | May                                         | Jun                                         | Jul                                         | Ago                                         | Sep                                         | Oct                                         | Nov                                         | Dic                                         | Año                                         |
| ------------------------------------------- | ------------------------------------------- | ------------------------------------------- | ------------------------------------------- | ------------------------------------------- | ------------------------------------------- | ------------------------------------------- | ------------------------------------------- | ------------------------------------------- | ------------------------------------------- | ------------------------------------------- | ------------------------------------------- | ------------------------------------------- | ------------------------------------------- |
| Temperatura máxima media (°C)               | 31                                          | 30                                          | 32                                          | 32                                          | 30                                          | 29                                          | 28                                          | 28                                          | 30                                          | 29                                          | 30                                          | 31                                          | 30                                          |
| Temperatura máxima media (°F)               | 88                                          | 87                                          | 89                                          | 89                                          | 87                                          | 85                                          | 84                                          | 84                                          | 86                                          | 85                                          | 86                                          | 88                                          | 86                                          |
| Temperatura mínima media (°C)               | 21                                          | 20                                          | 18                                          | 22                                          | 23                                          | 15                                          | 17                                          | 15                                          | 16                                          | 17                                          | 18                                          | 20                                          | 15                                          |
| Temperatura mínima media (°F)               | 74                                          | 75                                          | 76                                          | 75                                          | 74                                          | 72                                          | 70                                          | 69                                          | 70                                          | 71                                          | 72                                          | 73                                          | 72                                          |
| Precipitaciones (mm)                        | 22,35                                       | 27,94                                       | 28,70                                       | 18,03                                       | 5,33                                        | 1,77                                        | 0,25                                        | 0,00                                        | 0,25                                        | 0,25                                        | 0,25                                        | 3,00                                        | 108.45                                      |
| Fuente: Weatherbase                         |                                             |                                             |                                             |                                             |                                             |                                             |                                             |                                             |                                             |                                             |                                             |                                             |                                             |

## Geografía política

### División administrativa

#### Parroquias urbanas
Guayaquil tiene un total de 16 parroquias urbanas que conforman la cabecera cantonal, y se encuentran ubicadas al noreste del cantón.
La parroquia Tarqui es la de mayor área y población, ocupando casi en su totalidad la mitad superior la ciudad, con un población de 835.486 habitantes según datos ofrecidos a partir del censo poblacional realizado en el 2001. La segunda más extensa y poblada es la de Ximena con 500.076 habitantes, y ocupa la mayor parte del sur de la ciudad. La tercera más poblada y la más representativa de las parroquias urbanas de Guayaquil es Febres Cordero, con 341.334 habitantes.
Hasta 1992, la ciudad de Guayaquil solo mantenía 14 parroquias, sin embargo, las localidades de Chongón y Pascuales fueron anexadas de rurales a urbanas debido a su proximidad con la cabecera cantonal. Aún en la actualidad, se las considera erróneamente como parroquias rurales a estas dos parroquias.
El centro urbano de la ciudad está constituido por Ayacucho, Bolívar-Sagrario, Carbo-Concepción, Febres Cordero, García Moreno, 9 de octubre, Olmedo-San Alejo, Roca, Rocafuerte, Sucre, Urdaneta, y Ximena. En estas parroquias se concentran la mayoría de edificios de importancia administrativa y económica, de la cual se ha caracterizado la ciudad.

#### Parroquias rurales
| Parroquias rurales del cantón Guayaquil | Parroquias rurales del cantón Guayaquil | Parroquias rurales del cantón Guayaquil |
| --------------------------------------- | --------------------------------------- | --------------------------------------- |
| Parroquia                               |                                         |                                         |
| N.º                                     | Nombre                                  | Población                               |
| 1                                       | Juan Gómez Rendón                       | 6.703                                   |
| 2                                       | El Morro                                | 4.011                                   |
| 3                                       | Posorja                                 | 18.447                                  |
| 4                                       | Puná                                    | 6.498                                   |
| 5                                       | Tenguel                                 | 9.612                                   |

El cantón Guayaquil posee cinco parroquias rurales según la actual división territorial de Ecuador.
La parroquia Juan Gómez Rendón, conocida como Progreso, se encuentra situada a 75 km de la cabecera cantonal y es conocida por ser la intersección de las vías que conducen a los balnearios de General Villamil y a los de la provincia de Santa Elena. Este sector fue considerado como parroquia rural desde el 3 de junio de 1927. Al sur de Progreso, se encuentra El Morro, cuya parroquialización se dio el 7 de noviembre de 1855; y Posorja, la cual está a 102 km de distancia de la cabecera cantonal y fue parroquializada el 12 de abril de 1894.
Fuera del territorio aledaño a la ciudad, la isla Puná conforma otra parroquia rural del cantón. Puná está ubicada en el Golfo de Guayaquil y es la isla más grande de esta región la cual comprende un área de 920 km² de superficie aproximadamente. Fue parroquializada el 13 de octubre de 1845. También se puede encontrar otra parroquia al norte de la provincia de El Oro y al sur del cantón Balao, llamada Tenguél, la cual obtuvo su parroquialización el 12 de julio de 1893.
Actualmente las parroquias de Chongón y Pascuales son parroquias urbanas de Guayaquil, aunque ciertas veces exista confusión acerca de esto. Tanto Chongón como Pascuales pasaron a ser categorizadas como parroquias urbanas en 1992 debido a su cercanía a la cabecera cantonal.